# Anthochirus loui
Anthochirus loui is een zeekomkommer uit de familie Phyllophoridae.
De wetenschappelijke naam van de soort werd in 1948 gepubliceerd door F.Y. Chang.